# Tectaria macrocarpa
Tectaria macrocarpa là một loài dương xỉ trong họ Tectariaceae. Loài này được B.K.Nayar & Geev. mô tả khoa học đầu tiên năm 1988.
Danh pháp khoa học của loài này chưa được làm sáng tỏ. 